# Gora Zubchataja
Gora Zubchataja (englische Transkription von russisch Гора Зубчатая Gora Subtschataja, deutsch ‚Gezackter Berg‘) ist ein Berg im ostantarktischen Mac-Robertson-Land. In den Prince Charles Mountains ragt er westlich des Mount Kirkby im Crohn-Massiv der Porthos Range auf.
Russische Wissenschaftler benannten ihn deskriptiv.